# Choi Mi-ok
Choi Mi-ok (kor. 강성일; * 13. Oktober 1971) ist eine ehemalige nordkoreanische Skirennläuferin.

## Karriere
Choi-Mi-ok hatte bei den Olympischen Winterspielen 1992 ihren einzigen internationalen Auftritt als Skirennläuferin. Dort belegte sie im Slalom den 38. Platz. Danach trat sie als Rennläuferin nicht mehr in Erscheinung.

## Erfolge

### Olympische Winterspiele
- Albertville 1992: 38. Slalom, DNF Riesenslalom